# Idris Shah II di Perak
Il colonnello Idris Iskandar Al-Mutawakkil Alallahi Shah II Ibni Almarhum Sultan Iskandar Shah Kaddasullah (Kuala Kangsar, 12 agosto 1924 – Setiawan, 30 gennaio 1984) è stato sultano di Perak in Malaysia dal 1963 al 1984.

## Primi anni di vita, formazione e primi incarichi
Idris Shah II di Perak nacque all'Istana Negara di Kuala Kangsar il 17 agosto 1924. Era il secondo figlio del sultano Iskandar; sua madre era Raja Puteh Umi Kalsom binti Raja Kulop Muhammad. Suo fratello maggiore morì all'età di soli 40 giorni.
Il 3 gennaio 1931 iniziò a frequentare la scuola Idris Sekolah Melayu Bukit Chandan. L'anno successivo venne ammesso nella Scuola inglese Clifford di Kuala Kangsar. Nel 1934 venne nominato Raja Di Hilir in sostituzione di Raja Chulan. Il 17 ottobre 1938 venne nominato Raja Bendahara dal nuovo sovrano Abdul Aziz.
Il 12 dicembre 1938 iniziò gli studi superiori presso il Collegio malese di Kuala Kangsar ma li interruppe quando il Giappone invase la penisola malese nel 1941 durante la seconda guerra mondiale. In seguito entrò nella squadra Giyutai, una forza di difesa legata ai guerriglieri di Forza 136, l'opposizione guidata dal colonnello Dobree.
Dopo la guerra studiò presso la London School of Economics.
Nel 1943 sposò Raja Ariff Shah Muzwin che gli diede due figli e tre figlie. Una di queste è Raja Zarith Sofia, moglie dell'attuale sultano di Johor Ibrahim Iskandar.
Dal 1943 al 1945 lavorò come assistente nell'ufficio della gestione fondiaria di Kuala Kangsar. Successivamente venne collocato presso l'Ufficio del Segretario di Stato.
Nel 1948, dopo l'ascesa al trono di Yusuf Izzuddin Shah, venne nominato Raja Muda e prese residenza a Teluk Intan. L'anno successivo si recò in Inghilterra per seguire corsi di governo locale, benessere sociale ed economia agraria all'Università di Londra.
Al ritorno nel Perak, nel 1951, entrò nella Forza di fanteria volontaria in cui raggiunse il grado di tenente. Praticò l'addestramento militare a Port Dickson, presso il reggimento malese e successivamente fu promosso a maggiore. Negli anni successivi viaggiò molto.

## Regno
Il 5 gennaio 1963, il giorno dopo la morte di Yusuf Izzuddin Shah, venne proclamato sultano. Fu incoronato il successivo 26 ottobre.
Il nuovo sovrano era un appassionato di musica, piante da fiore, foto artistiche, storia del Perak e corse di cavalli.
Il 4 agosto 1976 inaugurò la prima diga sul Temenggor. La centrale idroelettrica su questo fiume venne inaugurata il 19 settembre 1979. L'anno successivo inaugurò la scuola Dato Maharaja Lela Kampung Gajah durante la sua visita alla città di Kampung Gajah. Durante le sue visite indossava sempre una divisa militare con una pistola nella fondina.
L'11 giugno 1983, nel porto di Lumut, varò lo yacht Seri Andalan, una barca di lusso di sua proprietà.
Si sposò otto volte ed ebbe quattordici figli, sette maschi e sette femmine.

## Morte e funerale
Nel febbraio del 1984 era prevista l'elezione del nuovo Yang di-Pertuan Agong e Idris Shah II era dato per favorito. Tuttavia, morì per un improvviso attacco di cuore a Setiawan alle 11.15 del 31 gennaio 1984.
Le esequie si tennero il 3 febbraio e fu sepolto nel Mausoleo reale di Bukit Chandan vicino alla moschea Ubudiah a Kuala Kangsar. Ricevette il titolo postumo di Afifurlah.
Gli succedette suo cugino Azlan Shah.

## Eredità
Gli sono dedicati la Moschea di Stato del Perak a Ipoh e il ponte Sultano Idris Shah a Bota.